# 福岡県道・佐賀県道144号中津天建寺武島線
福岡県道・佐賀県道144号中津天建寺武島線（ふくおかけんどう・さがけんどう144ごう なかつてんけんじたけしません）は、福岡県久留米市から佐賀県三養基郡みやき町を経由して、ふたたび福岡県久留米市に至る一般県道である。

## 概要
福岡県久留米市大善寺町中津から佐賀県三養基郡みやき町を経由して、福岡県久留米市安武町武島に至る。ごくわずかだが、佐賀県道・福岡県道138号西島筑邦線と重複する区間がある。全線で筑後川沿いに走る。
佐賀県の県境を避けて通る福岡県道47号久留米城島大川線の迂回路として利用することができる他、筑後大堰を経由して国道264号とも接続。朝夕を中心に慢性的に混む国道264号橋梁、豆津橋周辺を迂回することもできる。
また、筑後川花火大会開催時は、同県道沿線が花火観覧の裏スポットとなるため、多くの車で混雑する。

### 路線データ
- 起点：福岡県久留米市大善寺町中津（天建寺橋南交差点、佐賀県道・福岡県道138号西島筑邦線上、佐賀県道・福岡県道146号坂口藤吉線交点）
- 終点：福岡県久留米市安武町武島（福岡県道47号久留米城島大川線交点）

## 路線状況
途中で佐賀県を通るが、これは、昔の筑後川が大きく蛇行しており、三養基郡みやき町天建寺土居外地区は筑後国側ではなく肥前国側だったためで、流路変更後の現在この地区が川を挟んで飛び地のようになっている。

### 重複区間
- 佐賀県道・福岡県道138号西島筑邦線（福岡県久留米市大善寺町中津・天建寺橋南交差点（起点） - 佐賀県三養基郡みやき町大字天建寺）

## 地理

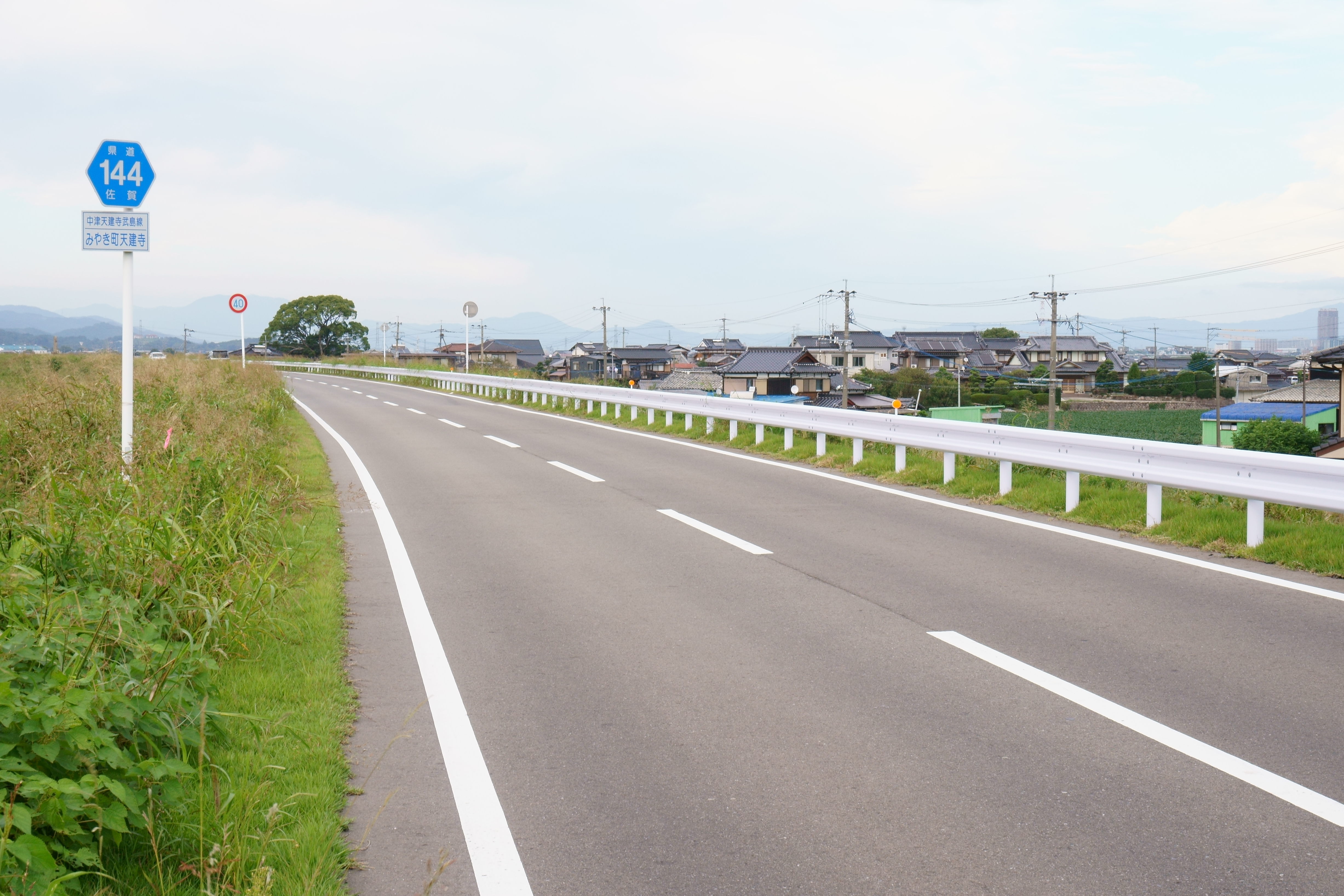
佐賀県三養基郡みやき町天建寺字土井外

### 通過する自治体
- 福岡県
  - 久留米市
- 佐賀県
  - 三養基郡みやき町
- 福岡県
  - 久留米市

### 交差する道路
| 交差する道路                                                                     | 都道府県名 | 市町村名 | 市町村名 | 交差する場所 | 交差する場所            |
| -------------------------------------------------------------------------------- | ---------- | -------- | -------- | ------------ | ----------------------- |
| 佐賀県道・福岡県道138号西島筑邦線 重複区間起点 佐賀県道・福岡県道146号坂口藤吉線 | 福岡県     | 久留米市 | 久留米市 | 大善寺町中津 | 天建寺橋南交差点 / 起点 |
| 佐賀県道・福岡県道138号西島筑邦線 重複区間終点                                   | 佐賀県     | 三養基郡 | みやき町 | 大字天建寺   |                         |
| 福岡県道754号武島白口線                                                          | 福岡県     | 久留米市 | 久留米市 | 安武町武島   |                         |
| 福岡県道47号久留米城島大川線                                                     | 福岡県     | 久留米市 | 久留米市 | 安武町武島   | 終点                    |

### 沿線
- 筑後川
- 天建寺橋
- 筑後大堰